# Star Trek: Lower Decks
Star Trek: Lower Decks je americký animovaný komediální sci-fi televizní seriál, v pořadí devátý z řady seriálů ze světa Star Treku. Zveřejňován je na internetové platformě Paramount+ (původním názvem CBS All Access), premiéra prvního dílu proběhla 6. srpna 2020. Po eponymním seriálu ze 70. let 20. století je druhým animovaným dílem z prostředí Star Treku, a zároveň také vůbec prvním komediálním startrekovým seriálem. Lower Decks se zaměřuje na nižší důstojníky sloužící na lodi Hvězdné flotily USS Cerritos a odehrává se v roce 2380.
Dvě řady animovaného seriálu objednala televize CBS v říjnu 2018, tehdy se k týmu pracujícím na pořadu připojil jako showrunner Mike McMahan. Animační práce začaly v únoru 2019 a v červenci 2019 oznámili autoři hlasové obsazení seriálu i jednotlivé postavy.

## Příběh
Na hvězdné lodi USS Cerritos (NCC-75567), specializující se na druhé kontakty, slouží v roce 2380 (rok po událostech filmu Star Trek: Nemesis) mezi nižšími důstojníky čtveřice mladých praporčíků. Zatímco Beckett Marinerová je ve Hvězdné flotile už zkušeným mazákem, který povinnosti služby příliš neřeší, její nejlepší kamarád Brad Boimler je až příliš snaživý a touží po povýšení a službě na můstku. Spolehlivý Sam Rutherford je zase nadšencem do techniky. S těmito kolegy se spřátelí D'Vana Tendi, mladá Orionka, která teprve nedávno dokončila Akademii Hvězdné flotily a která na Cerritos dorazila jako nadšený nováček. Všichni čtyři se snaží přežít nebezpečné situace, do kterých Cerritos často přivádí rozhodnutí velících důstojníků na můstku lodi.

## Obsazení
- Tawny Newsomeová jako praporčík Beckett Mariner
- Jack Quaid jako praporčík Brad Boimler
- Noël Wellsová jako praporčík D'Vana Tendi
- Eugene Cordero jako praporčík Sam Rutherford
- Dawnn Lewisová jako kapitán Carol Freeman, velící důstojnice USS Cerritos
- Jerry O'Connell jako komandér Jack Ransom, první důstojník USS Cerritos
- Fred Tatasciore jako poručík Shaxs, bezpečnostní důstojník USS Cerritos
- Gillian Vigmanová jako komandér T'Ana, hlavní lékařská důstojnice USS Cerritos

## Vysílání
| Řada | Díly | Premiéra v USA | Premiéra v USA    | Stanice v USA  |
| Řada | Díly | První díl      | Poslední díl      | Stanice v USA  |
| ---- | ---- | -------------- | ----------------- | -------------- |
| 1    | 10   | 6. srpna 2020  | 8. října 2020     | CBS All Access |
| 2    | 10   | 12. srpna 2021 | 14. října 2021    | Paramount+     |
| 3    | 10   | 25. srpna 2022 | 2. října 2022     | Paramount+     |
| 4    | 10   | 7. září 2023   | 2. listopadu 2023 | Paramount+     |
| 5    | 10   | 24. října 2024 | 19. prosince 2024 | Paramount+     |